# AP Cultural
A AP Cultural é uma editora brasileira. Publica livros, revistas e jornais nas áreas de Arquitetura, Meio Ambiente e Design.

## Publicações
- A Formação do Homem Moderno Vista Através da Arquitetura, Carlos Antônio Leite Brandão.[1] Posteriormente relançado pela Editora UFMG[2]
- Ensaio Sobre a Razão Compositiva, Edson da Cunha Mahfuz. AP Cultural/DPI/UFV
- Lojas – Arquitetura, Carlos Antônio Leite Brandão e José Eduardo Ferolla. AP Cultural/DPI, Belo Horizonte, 1992.
- Arquitetura Vertical, Carlos Antônio Leite Brandão. AP Cultural/DPI,Belo Horizonte, 1992.
- Desenho de Arquiteto I – Croquis, Estudos e Anotações, Euclides Guimarães. AP Cultural/DPI, Belo Horizonte, 1994.
- Edifício de Apartamentos, Luiz Mauro do Carmo Passos. AP Cultural/DPI, Belo Horizonte, 1998.
- Inversus – Arquitetura, Saul Vilela. AP Cultural/Ply, Belo Horizonte, 1999.
- Raffaello Berti, Arquiteto – Projeto Memória, Silma Mendes Berti, Maria Alice de Barros Marques Fonseca. AP Cultural/DPI, Belo Horizonte, 2000.
- CASAS, Sylvio E. de Podestá, 2000;[3]
- Desenho de Arquiteto – João Diniz e Sylvio E. de Podestá, João Diniz e Sylvio E. de Podestá. AP Cultural/DPI/Xerox do Brasil/Formato
- Longe da Terra Dentro do Ar, Pedro Maciel. AP Cultural/DPI
- Alguns Desenhos – Poemas, Walter Sebastião. AP Cultural/DPI/Lunática Artes & Idéias
- Projeto Babel, Diversos Autores. AP Cultural/DPI/Mario Suarez/Anna Göbel
- Projetos Institucionais, Sylvio E. de Podestá, 2001;[4]
- Arquitetura Interfaces – Flavio Carsalade. Lei Estatual de Incentivo à Cultura – MG, 2001.
- João Diniz – Arquiteturas. Lei Estadual de Incentivo à Cultura – MG e Fundo Nacional de Cultura, 2002.
- Eduardo Tagliaferri – projetos e obras. AP Cultural, Belo Horizonte, 2003.
- Desenho de Arquiteto II - Croquis, Estudos e Anotações, Euclides Guimarães. AP Cultural, Belo Horizonte, 2007.
- Sylvio E. de Podestá - projetos recentes. AP Cultural, Belo Horizonte, 2008; [5]